# پلاوتش (ناحیه زنویمو)
پلاوتش (به چکی: Plaveč) یک منطقهٔ مسکونی در جمهوری چک است که در ناحیه زنویمو واقع شده‌است. پلاوتش ۱۰٫۳۳ کیلومتر مربع مساحت و ۴۴۲ نفر جمعیت دارد و ۲۴۰ متر بالاتر از سطح دریا واقع شده‌است.